# Rakuski Grzbiet

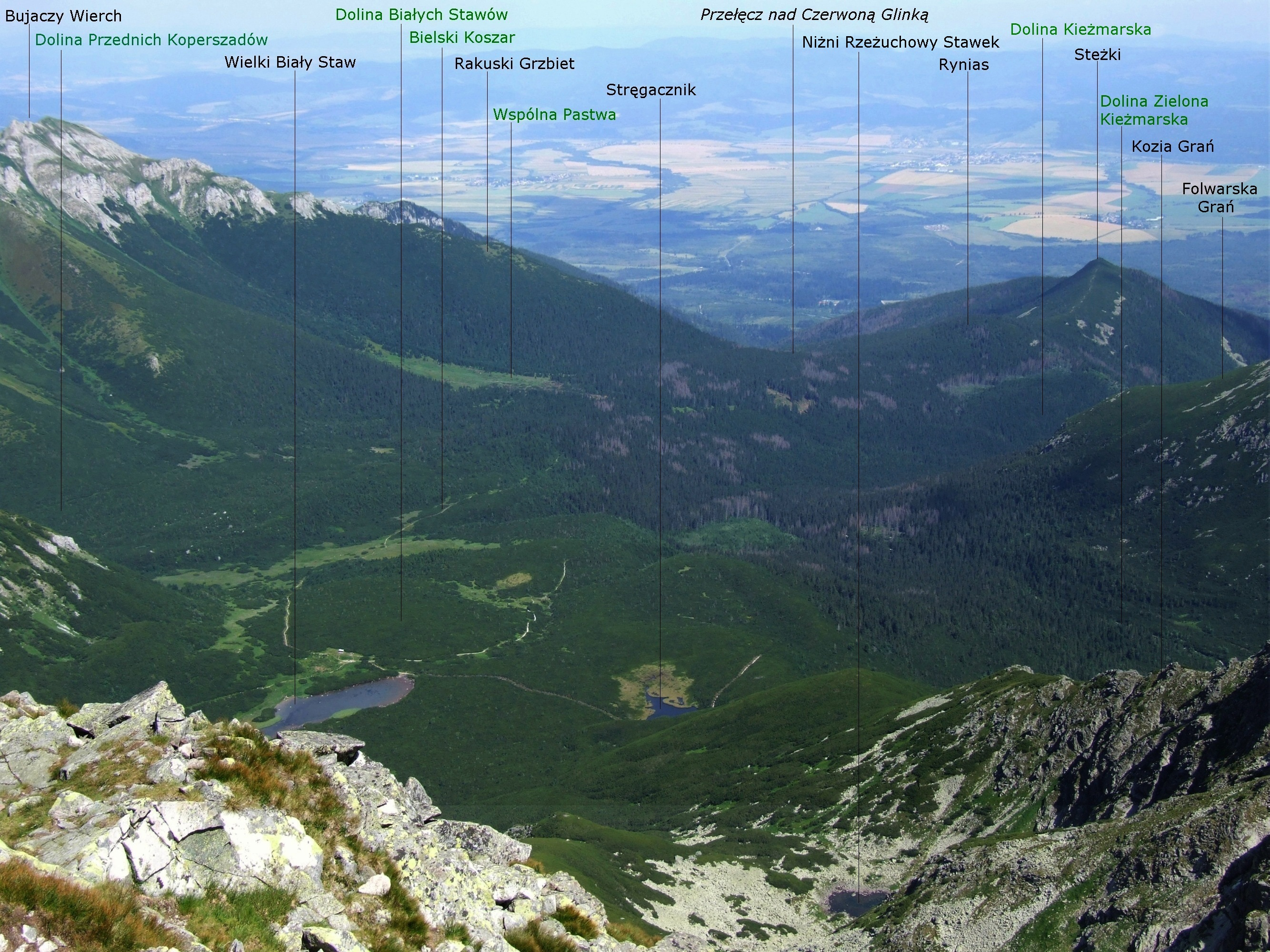
Widok z Jagnięcego Szczytu

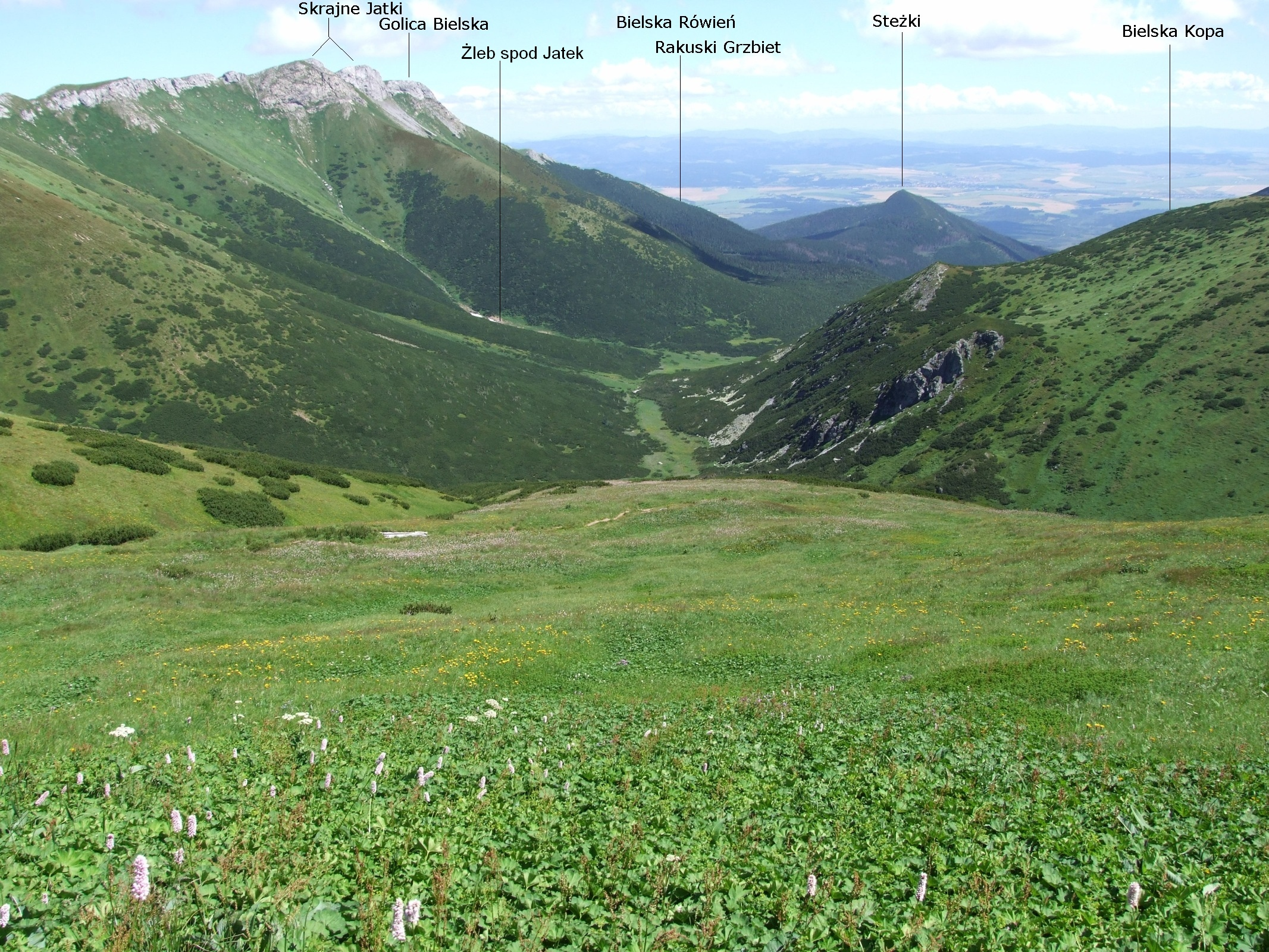
Widok z okolic Szalonego Przechodu

Rakuski Grzbiet (niem. Rokser Rücken, słow. Rakúsky chrbát, węg. Rókusi-hát) – boczny grzbiet Bujaczego Wierchu (1947 m) w Tatrach Bielskich. Grzbiet ten odbiega od najwyższej części jego grani w południowym kierunku, opadając do Przełęczy nad Czerwoną Glinką (1389 m). Oddziela Dolinę Kieżmarską od Doliny do Siedmiu Źródeł. Po zachodniej stronie Rakuskiego Grzbietu znajduje się duża polana zwana Wspólną Pastwą, o którą toczyły się (często krwawe) spory pomiędzy Białą Spiską a zamkiem w Niedzicy i Kieżmarkiem.
Górna część Rakuskiego Grzbietu jest trawiasta i znajduje się w niej kilka skał, które przez dawnych pasterzy nazywane były gomółkami. Witold Henryk Paryski dwom największym nadał nazwy Wielka Gomółka i Mała Gomółka i podał ich wysokość; 1870 i 1803 m n.p.m. Środkową część grzbietu porasta kosodrzewina, a dolną świerkowy las. Rakuski Grzbiet ma jedno orograficznie lewe odgałęzienie – Smrekowy Dział opadający do Doliny do Siedmiu Źródeł. Z Rakuskiego Grzbietu opadają dwa żleby:
- Rakuski Żleb – na południowy zachód (na Wspólną Pastwę),
- Owczy Żleb – na południowy wschód[4].

## Turystyka
Przez Rakuski Grzbiet i dolną część Wspólnej Pastwy prowadzi szlak turystyczny.
 Tatrzańska Kotlina – rozdroże przy Huczawie – Schronisko pod Szarotką – Dolina do Siedmiu Źródeł – Dolina Przednich Koperszadów – Bielska Rówień – Biały Staw Kieżmarski. Odległość 9,7 km, suma podejść 1015 m, suma zejść 165 m, czas przejścia 3:40 h, z powrotem 2: 50 h